# Zsovtneve
Zsovtneve, korábban Szokirnica (ukránul: Забереж [Zaberezs], 2016-ig Жовтневе [Zsovtneve]) falu  Ukrajnában, Kárpátalján, a Huszti járásban. 

## Földrajz
Kövesliget határában, a Szeklence-patak felső folyása mentén fekszik.

## Története
A 19. században települt tanya. Első írásos említése 1865-ből származik Szokernicza néven. Neve a Szeklence-patak (Szokirnica) nevéből ered, közvetlenül, vagy dűlőnévi áttétellel. Hivatalos nevét 1946-ban az októberi szocialista forradalom emlékére Zsovtnevére változtatták. 2016-ban az Ukrajnában zajló dekommunizáció keretében kapta a Забереж [Zaberezs] nevet, mely a partmenti szóból ered.
A trianoni békeszerződés előtt Máramaros vármegye Huszti járásához tartozott. 1910-ben 104 lakosából 103 ruszin, 1 német anyanyelvű volt; vallását tekintve pedig 104 görögkatolikus.
Korábban Kövesliget külterületi lakott helye volt, 2020-ig közigazgatásilag is hozzá tartozott.

## Népesség
| 1910 | 104 |
| 2001 | 722 |

A népesség anyanyelv szerinti megoszlása a teljes népesség %-ában (2001)